# Врода Марина Анатоліївна

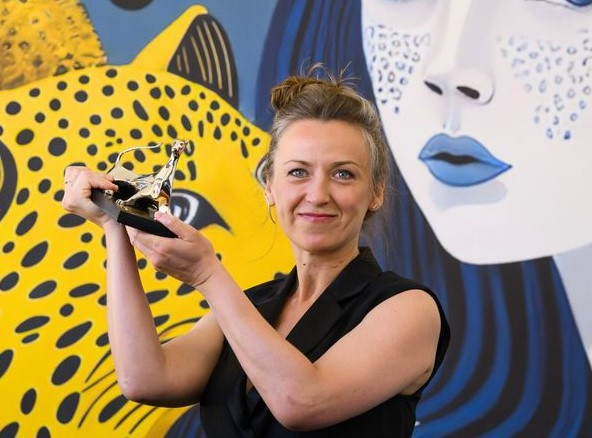
Марина Врода, фото: BBC News

Врода Марина Анатоліївна (22 лютого 1982, Київ) — українська кінорежисерка і сценарист.
Лауреатка нагороди «Золота пальмова гілка за короткометражний фільм» Каннського кінофестивалю за короткометражний фільм «Крос» (2011). За найкращу режисуру фільму «Степне» отримала нагороду «Леопард» на Міжнародному кінофестивалі у Локарно (2023). Заслужений діяч мистецтв України (2023).

## Біографічні відомості
Закінчила Київську ЗОШ № 113.
2003 року — отримала диплом бакалавра права на факультеті лінгвістики і права Міжнародного науково-технічного університету ім. Юрія Бугая.
2007 року — закінчила Київський національний університет театру, кіно і телебачення ім. Карпенка-Карого за спеціальністю «Режисура художнього фільму» (майстерня Михайла Іллєнка та Валерія Сивака).
Була асистентом у масових сценах кінорежисера Сергія Лозниці на зйомках фільму «Щастя моє».

## Фільмографія

### Короткий метр
- 2003 — Прости (15 хв., Hi-8, ч/б)
- 2006–2009 — Сімейний портрет (14 хв., 35 мм, ч/б)
- 2007 — Дощ (13 хв., HD, колір)
- 2007 — Клятва (14 хв., 35 мм, колір; дипломна робота)
- 2011 — Крос (15 хв., колір; продюсер Флоранс Келлер (Франція); бюджет (знімальний період) — €3,5 тис., знятий у Пущі-Водиці, Бортничах і Парку Слави в Києві)[5][4][3]
- 2014 — Равлики (продюсери Ігор Савиченко, Кирило Шувалов)
- 2015 — Пінгвін
- 2022 — Himmel und Erde (міні-серіал)
- 2023 — Степне

### Телевізійний фільм
- 2010 — «Посміхнися, коли плачуть зірки» (під псевдонімом Маргарита Красавіна[4]; 1 год. 29 хв.; сценарій — Аліна Семерякова; в ролях: Вікторія Ісакова, Олександр Голубєв, Костянтин Милованов, Яна Соболевська, Світлана Антонова; мова — російська).

## Нагороди
- Диплом «За найкращу режисерську роботу» (відео) на фестивалі короткометражних фільмів «Відкрита ніч» в Києві за фільм «Прости» (2004)
- Диплом «За найкращу операторську роботу» (відео) на фестивалі короткометражних фільмів «Відкрита ніч» в Києві за фільм «Прости» (2004)
- Диплом «За найкращу ідею» на фестивалі студентських фільмів «Пролог» за фільм «Прости» (Київ, 2004)
- Приз і диплом «За операторську роботу» на фестивалі короткометражних фільмів в Баку за фільм «Сімейний портрет» (2006)
- Диплом кінофестивалю «Відкрита ніч» в Києві за фільм «Клятва» (2008)
- Третє призове місце на Міжнародному кінофестивалі в Мюнхені за фільм «Дощ» (2007)
- Лауреат Золотої пальмової гілки на Каннському кінофестивалі за короткометражний фільм «Крос» (2011)
- «Леопард» за найкращу режисуру фільма «Степне» на Міжнародному кінофестивалі у Локарно (2023)[6][7]
- Заслужений діяч мистецтв України (8 вересня 2023) — за вагомий особистий внесок у розвиток української кінематографії, заслуги у захисті державного суверенітету та територіальної цілісності України, багаторічну сумлінну працю[8]

## Громадська позиція
У вересні 2015 року відмовилася від диплома фестивалю «Кіношок» на знак підтримки ув'язненого у Росії українського режисера Олега Сенцова. У червні 2018 року підтримала відкритий лист діячів культури, політиків і правозахисників із закликом до світових лідерів виступити на захист Сенцова й інших політв'язнів.